# Valleve
Valleve är en ort och kommun i provinsen Bergamo i regionen Lombardiet i Italien. Kommunen hade 134 invånare (2018).